# Tsabong
Tsabong – wieś w Botswanie w dystrykcie Kgalagadi. Według spisu ludności z 2011 roku wieś liczyła 8939 mieszkańców.